# Cesset
Cesset település Franciaországban, Allier megyében. Lakosainak száma 428 fő (2022. január 1.). Cesset Bransat, Chareil-Cintrat, Fleuriel, Laféline, Louchy-Montfand és Montord községekkel határos.

## Népesség
A település népességének változása:
| Lakosok száma | 332  | 321  | 292  | 366  | 392  | 395  | 416  | 428  | 427  | 428  |
|               | 1968 | 1982 | 1990 | 2006 | 2013 | 2015 | 2017 | 2019 | 2020 | 2022 |